# Eriopyga umbrifer
Eriopyga umbrifer là một loài bướm đêm trong họ Noctuidae.